# Cerro de Santa Catalina
Cerro de Santa Catalina är en park i Spanien. Den ligger på en halvö med samma namn i staden Gijón i provinsen Province of Asturias och regionen Asturien, i den norra delen av landet, 400 km norr om huvudstaden Madrid. Cerro de Santa Catalina ligger 45 meter över havet.<